# تريشيا ديكسون
تريشيا ديكسون (بالإنجليزية: Tricia Dickson)‏ هي ممثلة أمريكية، ولدت في 3 يناير 1982 في الولايات المتحدة.

## وصلات خارجية
- تريشيا ديكسون على موقع IMDb (الإنجليزية)
- تريشيا ديكسون على موقع قاعدة بيانات الفيلم (الإنجليزية)
- تريشيا ديكسون على موقع ANN person (الإنجليزية)